# Synopeas neurolasiopterae
Synopeas neurolasiopterae är en stekelart som beskrevs av Brethes 1922. Synopeas neurolasiopterae ingår i släktet Synopeas och familjen gallmyggesteklar. Inga underarter finns listade i Catalogue of Life.